# Glicosilfosfatidilinositol diacilglicerol-liasa
En enzimología, una glicosilfosfatidilinositol diacilglicerol-liasa (EC 4.6.1.14) es una enzima que se encuentra en las membranas de los tripanosomas y en algunas bacterias. Tiene actividad en los adipocitos de los ratones. Cataliza la reacción química:
6-(α-D-glucosaminil)-1-fosfatidil-1D-mio-inositol {\displaystyle \rightleftharpoons } 6-(α-D-glucosaminil)-1D-mio-inositol 1,2-fosfato cíclico + 1,2-diacil-sn-glicerol
La enzima y la reacción que cataliza es muy similar a la de la fosfolipasa C bacteriana, por lo tanto, esta enzima tiene un solo sustrato: 6-(α-D-glucosaminil)-1-fosfatidil-1D-mio-inositol y dos únicos productos.

## Etimología
Esta enzima pertenece a la familia de las liasas, específicamente a la clase de liasas de fósforo y oxígeno. El nombre sistemático de la enzima es 6-(α-D-glucosaminil)-1-fosfatidil-1D-mio-inositol formadora de 6-(α-D-glucosaminil)-1D-mio-inositol 1,2-fosfato cíclico + 1,2-diacil-sn-glicerol. Otros nombres usados en la literatura incluyen:
- Fosfolipasa C (glicosil)fosfatidilinositol específica,
- Fosfolipasa C GPI específica,
- Lipasa de la glicoproteína variante de superficie (VSG, por sus siglas en inglés variant-surface-glycoprotein),
- Enzima hidrolizante del anclaje fosfolipídico glicosil inositol,

## Función
La enzima es una liasa que produce la ruptura de proteínas del glicosilfosfatidilinositol (GPI) en las  membranas plasmáticas. La única enzima categorizada de este tipo es producida por el hemoparásito Trypanosoma brucei. La enzima actúa también como una lipasa de ciertas glicoproteínas en la superficie de la membrana, junto con una proteasa TbMSP-B, con el fin de permitir al parásito poder sobrevivir en el torrente sanguíneo de las moscas tsetse (Glossina spp.).
La T. brucei también produce una fosfolipasa A cuyo sustrato es la fosfatidilcolina (GPCho).